# Résolution 135 du Conseil de sécurité des Nations unies
Membres permanents
- Chine (Taïwan)
- États-Unis
- France
- Royaume-Uni
- URSS

Membres non permanents
- Argentine
- Sri Lanka
- Équateur
- Italie
- Pologne
- Tunisie

Résolution no 134 Résolution no 136
La Résolution 135 est une résolution du Conseil de sécurité de l'ONU votée le 27 mai 1960.
Cette résolution, la troisième de l'année 1960, sur la question des relations entre les grandes puissances, notant avec regret que la réunion entre les États-Unis d'Amérique, la France, du Royaume-Uni de Grande-Bretagne et d'Irlande du Nord et l'Union des républiques socialistes soviétiques n'a pas eu les effets escomptés, considérant que l'opinion publique mondiale en a été affectée, spécialement conscient du danger que représente la course aux armements, 
- recommande aux gouvernements intéressés de résoudre les problèmes par la négociation,
- fait appel à tous les membres pour qu'ils s'abstiennent de recourir à la force,
- invite les gouvernements intéressés à poursuivre leurs efforts en vue d'une réduction des armements,
- prie instamment ces quatre gouvernements de reprendre aussi vite que possible leurs discussions.

La résolution a été adoptée par 9 voix pour.
Les abstentions sont celles de la Pologne et de l'Union des républiques socialistes soviétiques.

## Texte
- Résolution 135 sur fr.wikisource.org
- Résolution 135 sur en.wikisource.org